# Gornja Austrija
Gornja Austrija (njemački: Oberösterreich, stari naziv: Erzherzogtum Österreich ob der Enns) je savezna zemlja Republike Austrije. S površinom od 11.981,92 km² i s 1,4 milijuna stanovnika, Gornja Austrija je četvrta austrijska savezna zemlja po veličini i treća po broju stanovnika. Glavni i najveći grad je Linz, s 205.921 stanovnika.
Graniči s Bavarskom u Njemačkoj, Češkom i austrijskim saveznim zemljama Donja Austrija (njemački: Niederösterreich), Štajerska (njemački: Steiermark) i Salzburg. 

## Zemljopis

### Reljef
Gornja Austrija je podijeljena na četiri četvrta. To su Hausruckviertel, Innviertel, Mühlviertel i Traunviertel. Na sjeveru, do granice s Češkom, se pruža područje nižih i srednje visokih planina Mühl. U srednjem dijelu nalazi se prostrana kotlina rijeke Dunav, najčešće blago zatalasana. Nadmorska visina je oko 250 - 400 metara. Izrazito planinska područja se javljaju na jugu – Gornjoaustrijski Alpi. Na Alpima se nalazi i vrhovi s preko 2000 metara nadmorske visine. U podnožju Alpa ima dosta termalnih izvora, pa je dio savezne zemlje bogat toplica.

### Klima
Gornja Austrija ima blagu umjerenu kontinentalnu klimu, koja samo u višim dijelovima prelazi u planinsku.

### Vode
Središnjim djelom Gornje Austrije protiče Dunav, koji se danas smatra sastavnim dijelom identiteta savezne zemlje . Dunav u pokrajini ima nekoliko pritoka: sa sjevera teku rijeke Veliki Mühl i Mali Mühl, a s juga rijeke Inn (granica s Njemačkoj) s pritokom Salzach, te Traun i Enns.

## Stanovništvo
Prema popisu iz 2011. godine, Gornja Austrija ima preko 1,4 milijuna stanovnika, s tim je četvrta austrijska savezna zemlju po broju stanovnika. Posljednjih desetljeća broj stanovnika se brže povećava od državnog prosjeka zbog visokog nivoa razvijenosti savezne zemlje.

### Gustoća naseljenosti
Gustoća je blizu 120 st./km², što osjetno više od državnog prosjeka. Dijelovi uz grad Linz i nizine su mnogo jače naseljeni (150 - 300 st./km²), dok su planinski prostori na sjeveru i jugu mnogo manje naseljeni (<50 st./km²).

### Etnički sastav
Gornja Austrija je tradicionalno naseljena Austrijancima. Povijesnih manjina nema, ali se posljednjih desetljeća značajan broj doseljenika (posebno iz bivše Jugoslavije i Turske) naselio u većim gradovima, kao što su Linz, Wels, Steyr i Vöcklabruck.

## Gospodarstvo
Važna gospodarska grana u Gornjoj Austriji je plastičarstvo. Duga je tradicija te industrije u Gornjoj Austriji. Danas djeluje oko 250 pogona. Mnogi od tih pogona na vodećemu su mjestu u Europi, pa i u svijetu. Da bi lakše odgovorio na pritiske tržišnog natjecanja i zahtjeve novonastalih tržišta te tržišnih niša, proizvođači su odlučili udružiti snage u plastičarski grozd (Kunststoff-Cluster, KC). Osnovan je 1999. godine. Grozd je u međuvremenu postao najveća područna mreža takve vrste u Europi. Proširen je na Donju Austriju 2005. godine, a 2007. na Salzburg.

## Vanjske poveznice
- Savezna vlada Gornje Austrije
- Turizam Gornje Austrije